# Bobovy burgery
Bobovy burgery (v anglickém originále Bob's Burgers) je americký animovaný komediální televizní seriál pro dospělé, který vytvořil Loren Bouchard a který měl premiéru 9. ledna 2011 na stanici Fox. Seriál se soustředí na rodinu Belcherových – rodiče Boba a Lindu a jejich tři děti, Tinu, Gena a Louise, kteří provozují restauraci s hamburgery a často zažívají nejrůznější dobrodružství.
Zatímco recenze na první sezónu byly smíšené, ohlasy na další sezóny byly mnohem pozitivnější. Premiérový díl seriálu s názvem Human Flesh (česky Z čeho je ten burger) přilákal 9,39 milionu diváků, čímž se stala nejlépe hodnocenou seriálovou premiérou sezóny a v týdnu vysílání skončila na devátém místě v žebříčku sledovanosti. Od té doby se seriál stal kriticky i kulturně úspěšným. V roce 2013 zařadil časopis TV Guide Bobovy burgery mezi 60 nejlepších televizních kreslených seriálů všech dob. Seriál byl nominován na několik cen, včetně ceny Emmy za vynikající animovaný pořad jedenáctkrát po sobě (2012 až 2022), přičemž v letech 2014 a 2017 zvítězil.
V Česku měl seriál premiéru 25. prosince 2011 na stanici Prima Cool.

## Příběh
Seriál se zaměřuje na rodinu Belcherových, kterou tvoří Bob, jeho žena Linda a jejich děti Tina, Gene a Louise. Rodina provozuje restauraci s hamburgery na Ocean Avenue v nejmenované přímořské komunitě. Epizody obvykle sledují zážitky rodiny při provozování restaurace a interakci s excentrickými členy jejich komunity.
Epizody někdy zahrnují jednu dějovou linii zahrnující všechny Belcherovy, nebo mají dva souběžné příběhy pro různé skupiny rodiny. Členové rodiny se stýkají s mnoha opakujícími se postavami, které jsou také obyvateli města. Seriál má několik stálých postav – nejčastěji Morta ze sousedního krematoria a údržbáře Teddyho. Restaurace musí soupeřit o zakázky s několika dalšími místními stravovacími zařízeními. Největším rivalem Boba Belchera je Jimmy Pesto, který vlastní italskou restauraci Jimmy Pesto's Pizzeria, jež se nachází přímo naproti přes ulici a je obecně úspěšnější, což mezi oběma majiteli vytváří napětí.
Restaurace se nachází v zelené dvoupatrové budově, v jejímž druhém patře je byt, kde bydlí rodina Belcherových. Restaurace je zasazena mezi dvě další komerční budovy, z nichž v jedné sídlí krematorium. Jako průběžný gag se v úvodních titulcích ukazuje, že v druhé budově je každý týden nový podnik, jehož názvy jsou často promyšlenými slovními hříčkami.
Kromě výpomoci v restauraci navštěvují všechny Belcherovy děti školu Wagstaff School. Několik dějových linií epizod zahrnuje eskapády dětí ve škole i mimo ni. Třináctiletá Tina na počátku dospívání bojuje se svou přitažlivostí ke klukům. Nejčastějším terčem její náklonnosti je nejstarší syn Jimmyho Pesta, Jimmy Pesto junior. Jedenáctiletý Gene se snaží být hudebníkem, velmi často nosí klávesy a hraje na ně. Devítiletá Louise je intrikánka a průšvihářka, která se snaží pomstít, zbohatnout nebo zažít dobrodružství a často s sebou táhne své sourozence; tváří se nebojácně, ale přesto se některých věcí bojí (například zubaře).
V seriálu se občas objevují hudební čísla. Závěrečná sekvence používá v každé epizodě jiný soundtrack. Od druhé série se vedle titulků přehrávala jiná animace.

## Epizody
| Řada | Díly          | Premiéra v USA  | Premiéra v USA  | Premiéra v ČR     | Premiéra v ČR     |
| Řada | Díly          | První díl       | Poslední díl    | První díl         | Poslední díl      |
| ---- | ------------- | --------------- | --------------- | ----------------- | ----------------- |
| 1    | 13            | 9. ledna 2011   | 22. května 2011 | 25. prosince 2011 | 5. února 2012     |
| 2    | 9             | 11. března 2012 | 20. května 2012 | 14. června 2022   | 14. června 2022   |
| 3    | 23            | 30. září 2012   | 12. května 2013 | 14. června 2022   | 14. června 2022   |
| 4    | 22            | 29. září 2013   | 18. května 2014 | 14. června 2022   | 14. června 2022   |
| 5    | 21            | 5. října 2014   | 17. května 2015 | 14. června 2022   | 14. června 2022   |
| 6    | 19            | 27. září 2015   | 22. května 2016 | 14. června 2022   | 14. června 2022   |
| 7    | 22            | 25. září 2016   | 11. června 2017 | 14. června 2022   | 14. června 2022   |
| 8    | 21            | 1. října 2017   | 20. května 2018 | 14. června 2022   | 14. června 2022   |
| 9    | 22            | 30. září 2018   | 12. května 2019 | 14. června 2022   | 14. června 2022   |
| 10   | 22            | 29. září 2019   | 17. května 2020 | 14. června 2022   | 14. června 2022   |
| 11   | 22            | 27. září 2020   | 23. května 2021 | 14. června 2022   | 14. června 2022   |
| 12   | 22            | 26. září 2021   | 22. května 2022 | 14. června 2022   | 14. června 2022   |
| 13   | 22            | 25. září 2022   | 21. května 2023 | 12. dubna 2023    | 26. července 2023 |
| 14   | 16            | 1. října 2023   | 22. září 2024   | 13. prosince 2023 | 25. září 2024     |
| 15   | bude oznámeno | 29. září 2024   | bude oznámeno   | 15. ledna 2025    | bude oznámeno     |

## Postavy

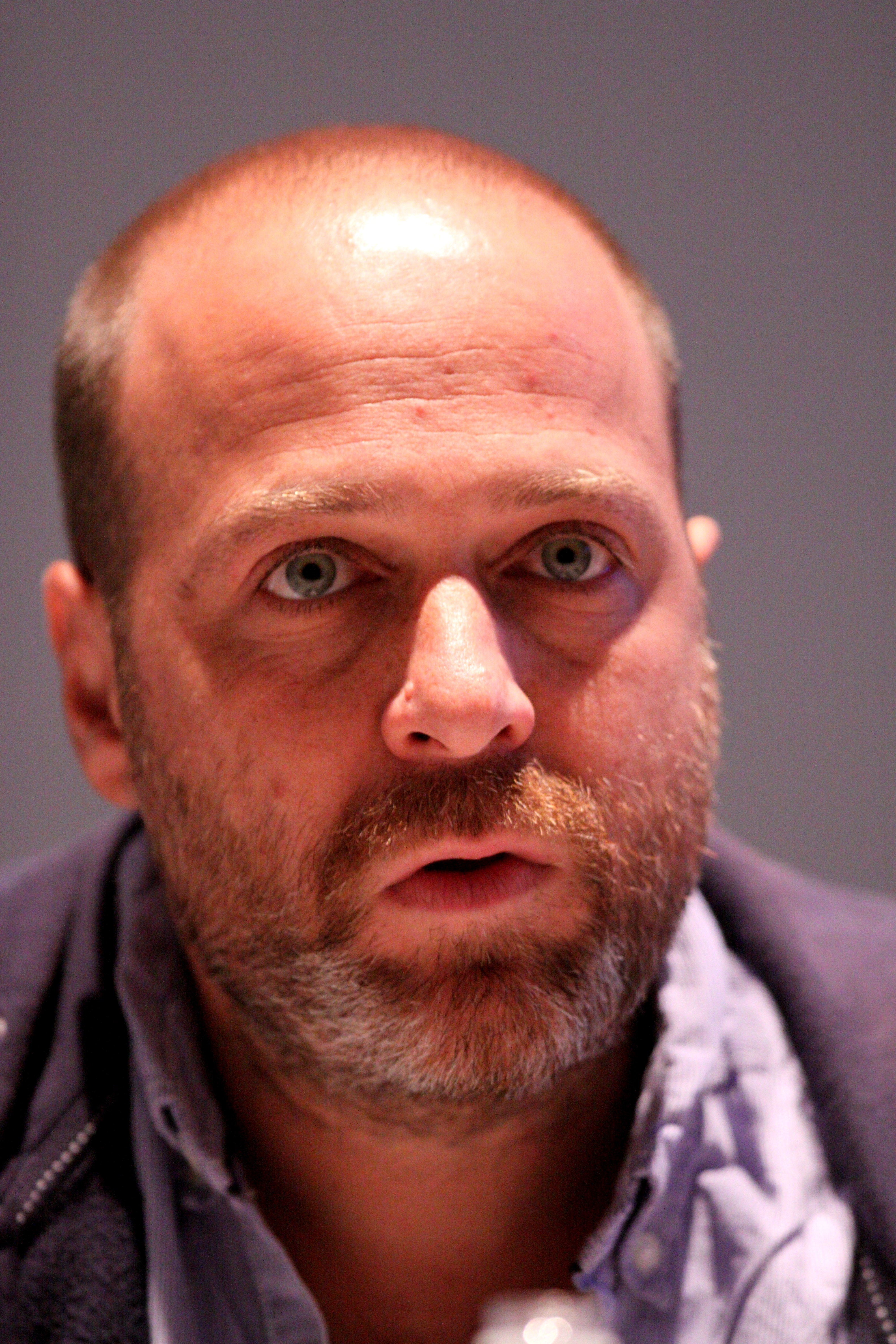
Harry Jon Benjamin, dabér Boba Belchera

Rodina Belcherových provozuje restauraci s hamburgery. Přestože se roční období pravidelně střídají, postavy jsou stále stejně staré.

### Hlavní postavy
- Bob Belcher (Jon Benjamin, v češtině Lumír Olšovský) je titulní hrdina seriálu a majitel restaurace Bob's Burgers. Je manželem Lindy a otcem Tiny, Gena a Louise. Je třetí generací restauratérů a je mu 46 let. Bob se narodil Lily a Robertu Belcherovým starším, kteří provozovali bistro s názvem Big Bob's Diner. Bob měl poměrně nešťastné dětství, protože jeho matka zemřela, když byl malý, a jeho otec byl alkoholik, který Boba nutil neustále pracovat. Jeho otec je také známý tím, že se nikdy neusmíval a chová zášť k Bobovi, který odešel a založil si vlastní podnik. Bob je z rodiny ten rozumnější, i když se nebojí malicherností a často je tvrdohlavý a podrážděný. Navzdory své poněkud pesimistické povaze má svou rodinu rád a záleží mu na ní, stejně jako na jeho restauraci. Stejně jako ostatní členové jeho rodiny má Bob černé vlasy, opálenou pleť a tmavé oči. Je fanouškem zahraničních filmů.
- Linda Belcher (John Roberts, v češtině Michal Novotný) je jednou z hlavních postav seriálu, manželkou Boba a matkou Tiny, Gena a Louise. Je jí 44 let, vždy nosí charakteristické červené brýle a mluví se silným, silně výrazným přízvukem z oblasti New Jersey/New Yorku. Linda má ráda zábavu a je veselá, což je pozitivní kontrast k pesimismu jejího manžela. Obecně je uvolněná a mimořádně nadšená do všeho, co dělá, a často propuká ve vymyšlené písničky o věcech všedního dne. Linda se projevuje jako velmi solidární, například když povzbuzuje Tinu, aby psala "erotickou kamarádskou literaturu", nebo podporuje svou sestru Gayle v jejích mnoha pochybných podnikatelských nápadech a koníčcích. Linda však dokáže být i přísná a projevuje méně shovívavosti, když ji Louise neposlouchá.

- Tina Belcherová (Dan Mintz, v češtině Bohdan Tůma) je nejstarší ze tří Belcherových dětí. Je společensky neohrabaná, nejistá a má tendenci ustrnout a vydávat táhlé sténání, když čelí rozhodování nebo konfliktu. Jsou však chvíle, kdy i ona sebere odvahu a jedná impulzivně. Stejně jako spousta třináctiletých dívek fantazíruje o chlapcích a je do nich mnohokrát zamilovaná, také je posedlá chlapeckými kapelami. Má ráda koně, duhu, zadky, zombie, psaní erotických románů a psaní do deníku o všem možném. V celém seriálu je Tina neustále zamilovaná do Jimmyho juniora – syna Bobova rivala Jimmyho Pesta – který kolísá mezi opětováním a odmítáním Tininy náklonnosti. Je beznadějnou romantičkou a píše různé fanouškovské články o Jimmym Jr. a o svém životě. Snaží se najít své místo ve školní skupině, kterou obvykle tvoří Jimmy Jr, jeho nejlepší kamarád Zeke a Tininy společenské rivalky Tammy a Jocelyn. Ze všech tří sourozenců je Tina pravděpodobně nejzodpovědnější, i když Gene a Louise využívají její nevinnosti a naivity. Stejně jako všichni v rodině má Tina černé vlasy a opálenou pleť. Vždy nosí silné černé brýle, které jí zvětšují oči, a ve vlasech má žlutou sponku.

- Gene Belcher (Eugene Mirman, v češtině Pavel Tesař) je prostřední dítě a jediný syn. Stejně jako jeho matka je Gene bezstarostný a přátelský, ale nápadně se podobá svému otci, zejména když byl Bob v jeho věku. Gene rád obtěžuje všechny kolem sebe pomocí zvukových efektů buď na klávesách Casio SK-5, nebo na megafonu. Často nahrává zvuky flatulence a používá je jako zvukové efekty a doplňky své hudby. Má blízko ke všem členům své rodiny, zejména k Louise, často jí pomáhá s plány a má k ní vztah na dospělé úrovni, stejně jako k Lindě, se kterou má láskyplný vztah. Ukazuje se, že Gene má vášeň pro hudbu, skládá písně a fantazíruje o své budoucnosti v hudebním průmyslu. Přestože je mu teprve jedenáct let, napsal nejméně jeden celý muzikál a také mnoho dalších písní s různými tématy, od flatulence až po Den díkůvzdání.
- Louise Belcher (Kristen Schaalová, v češtině Petra Hobzová), nejmladší z rodiny Belcherů je devět let. Je to intrikánka se zlomyslnou a cynickou povahou. Často křičí v rozčilení nebo vzteku a umí manipulovat s lidmi, aby dosáhla svého. Ačkoli se její záměry v seriálu neustále jeví jako pochybné, je často vykreslována jako neochotný antihrdina. Má také narcistickou povahu a pro dosažení svých cílů je schopna zajít až do drastických mezí. Louise svou rodinu zuřivě chrání a chová k ní hlubokou náklonnost, i když své city ke každé z nich projevuje jiným způsobem. Ke svému otci vzhlíží a ráda se s ním sbližuje při hrách a filmech; bylo prozrazeno, že svou budoucnost vidí v restauraci. Přesto svou rodinu využije, když se jí to hodí. Její vztah k matce je složitější; je jí podobná jako Linda, ale spíše ji neposlechne. Louise vždy nosí růžovou čepici s dlouhýma králičíma ušima, nikdy neukazuje svou nezakrytou hlavu. Má svou vlastní skupinu přátel, která ji považuje za vůdce, včetně dvojčat Pestových dětí Andyho a Ollieho
- Teddy (Larry Murphy, v češtině Pavel Šrom), nemotorný, ale milý údržbář, který se v restauraci pravidelně stravuje. Považuje Boba za svého nejlepšího přítele, což mu Bob neochotně oplácí, a obdivuje rodinnou dynamiku Belcherových. Chronicky nešťastný v lásce obdivuje zejména manželství Boba a Lindy a často se přidává k Belcherovým v jejich bláznivých plánech.

### Vedlejší postavy
V seriálu se objevují různé postavy, včetně Jimmyho Pesta sr. (Jay Johnston, 2011–⁠2021), hlavního Bobova obchodního konkurenta, který vlastní restauraci s italskou tematikou naproti přes ulici se svým kamarádem Trevem, a jeho tří synů: Jimmy Pesto jr., do kterého je zamilovaná Tina, a hyperaktivní a dětinská dvojčata Andy (Laura Silvermanová) a Ollie (Sarah Silvermanová), která jsou Louisinými přáteli. Mezi další přátele a nepřátele Belcherových dětí patří vzpurný, ale jemnocitný Zeke (Bobby Tisdale); dívka Tammy (Jenny Slate) a její pomocnice Jocelyn či úzkostlivý šprt Darryl (Aziz Ansari). Pan Frond (David Herman) je věčně vystresovaný výchovný poradce na jejich škole.
Mezi další postavy, které se opakovaně objevují, patří Mort (Andy Kindler, v češtině Zbyšek Pantůček), majitel krematoria a strávník v restauraci, který bydlí ve vedlejším domě, málomluvný pošťák rodiny Belcherových Mike Wobbles (Tim Meadows), Lindina přelétavá sestra Gayle (Megan Mullally) a bohatý, vlezlý a podivínský majitel domu Belcherových Calvin Fischoeder (Kevin Kline) a jeho nevychovaný bratr Felix (Zach Galifianakis). Bobovi znepříjemňuje život zdravotní inspektor Hugo (Sam Seder), Lindin bývalý snoubenec, který chová vůči Bobovi zášť a neustále spřádá plány, jak restauraci zavřít, ačkoli jeho plány Belcherovým často odhaluje jeho bezstarostný asistent Ron (Ron Lynch). Mezi další postavy patří Lindina problémová kamarádka Gretchen, Lindini nesnesitelní rodiče, několik opakujících se učitelů a spolužáků Belcherových dětí.

## Produkce

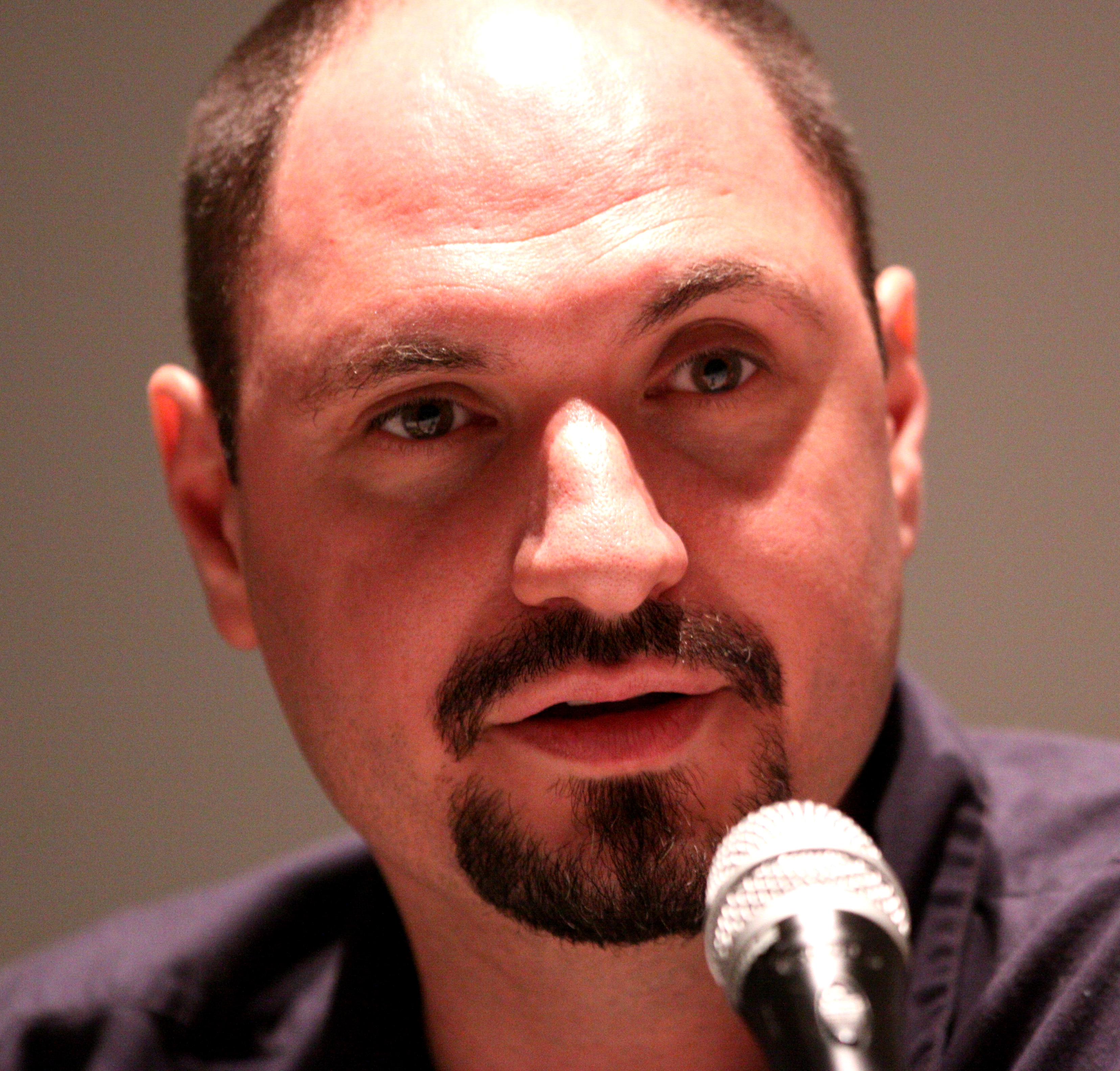
Tvůrce seriálu Loren Bouchard

Tvůrce Loren Bouchard řekl, že Bob's Burgers vznikl proto, že animovaná značka Foxu se soustředí hlavně na rodinu, ale on chtěl také zabrousit do komedie z pracovního prostředí. V jeho původním konceptu byla rodina kanibalů, ale vedení Foxu ho přesvědčilo, aby od tohoto aspektu seriálu upustil. V pilotní epizodě však byla tato myšlenka zmíněna, když Louise rozšířila fámu, že hamburgery jsou vyrobeny z lidí. Seriál byl obecně považován za duchovního nástupce seriálu Tatík Hill a spol., který kladl menší důraz na šokující komiku a více se zaměřoval na humor zaměřený na postavy. Vedoucí producent Bob's Burgers Jim Dauterive pracoval na Tatík Hill a spol. téměř po celou dobu jeho vysílání.

### Koncept
Před odvysíláním pořadu vytvořil tým zkušební koncept, aby společnost Fox Broadcasting Company věděla, co může očekávat, pokud pořad koupí. Bouchard, který v té době žil v sanfranciské čtvrti Mission, najal několik místních umělců, aby na pilotu pracovali. Patřili mezi ně Jay Howell, tvůrce postav, a Sirron Norris, tvůrce pozadí. Ve zkušební animaci Bob zapomněl na výročí své a Lindiny svatby. Z tohoto zkušebního konceptu se nakonec stala pilotní epizoda. Pilotní díl měl stejnou synopsi jako oficiální první epizoda (odvysílaná v roce 2011), ale měl kosmetické rozdíly.
Původní pilotní díl je k vidění na DVD vydání první série, které vyšlo 17. dubna 2012.

### Vývoj
Seriál se poprvé objevil ve vývojovém plánu společnosti Fox 6. srpna 2009. Dne 1. prosince 2009 společnost Fox objednala 13 epizod pro první sezónu. Dne 17. května 2010 společnost Fox zařadila seriál do hlavního vysílacího času pro televizní sezónu 2010/11.

### Zasazení
Dějiště seriálu je oficiálně bezejmenné, ačkoli město je mezi zaměstnanci neformálně označováno jako „Seymour's Bay“. Ačkoli je tento název neformální, objevil se v průběhu seriálu, například v epizodě Y Tu Tina También je Bob viděn, jak čte noviny s názvem Seymour's Bay Times. Tvůrce seriálu Loren Bouchard na začátku uvedl, že místem natáčení seriálu je neurčité pobřežní městečko na severovýchodě Spojených států (prostředí označil za „polospringfieldské“), a řekl, že pro fyzický vzhled města čerpal inspiraci z několika oblastí (včetně San Francisca, jehož viktoriánská architektura je napodobena na některých budovách). S postupem seriálu dospěli diváci i kritici k závěru, že nepojmenované město se ve skutečnosti nachází na jihu New Jersey. Mezi další příklady patří postava Tammy Larsenové, která má telefonní číslo s předvolbou 201, která patří do státu New Jersey. Epizoda seriálu Archer, v níž došlo ke křížení obou seriálů, také prohloubila tento příběh. V této epizodě Archer zjistí, že několik týdnů „obracel hamburgery na pobřeží“ kvůli případu amnézie, kdy se domnívá, že je Bob Belcher (Archera i Belchera namluvil Jon Benjamin).

### Vedoucí producenti
Tvůrce Loren Bouchard působí jako vedoucí producent spolu s vývojářem Jimem Dauterivem. Jako vedoucí producenti působí již od první série. Dan Fybel a Rich Rinaldi byli v průběhu 6. série povýšeni na vedoucí producenty. Jim Dauterive po 9. produkčním cyklu odešel do důchodu a v 10. produkčním cyklu ho na pozici spoluscenáristy nahradila Norah Smith.

### Scénář
Současný tým scenáristů tvoří Loren Bouchard, Scott Jacobson, Lizzie Molyneux-Logelin, Wendy Molyneux, Holly Schlesinger, Nora Smith, Steven Davis, Kelvin Yu, Dan Fybel, Rich Rinaldi, Jon Schroeder, Greg Thompson a Katie Crown. V minulosti se na pořadu podíleli například Jim Dauterive, Kit Boss, Aron Abrams a Mike Benner. Herci Jon Benjamin, Rachel Hastingsová, Justin Hook, Dan Mintz a Mike Olsen jsou také autory nebo spoluautory epizod.

## Typické znaky

### Úvodní sekvence
Na bílé obrazovce se objeví ingredience hamburgeru a pod nimi Bobovy ruce, které ho drží. Kolem něj se postupně objevují ostatní členové rodiny, počínaje Lindou a konče Louisou. Linda objímá Boba, Tina stojí bez výrazu, Gene přehrává zvukový efekt na klávesnici a Louise pózuje před kamerou. Poté se za nimi zhmotní restaurace a na místo se posunou okolní podniky, vlevo na plátně je pohřební ústav a vpředu se nasune pohled na ulici. Když rodina stojí před restaurací (Gene poskakuje na místě do rytmu znělky), je na dveře umístěn transparent Grand Opening, po němž následuje série neštěstí: požár, zamoření škůdci a auto, které srazí sloup elektrického vedení tak, že rozbije přední okno restaurace. Po každé události je vyvěšen nový transparent: Grand Reopening (Velké znovuotevření).
Stejně jako u jiných animovaných seriálů společnosti Fox, například Simpsonových, využívá seriál v úvodních titulcích běžící gag „měnící se prvek“. Gag přítomný v Bobových burgerech zahrnuje obchod vedle restaurace, který má v každé epizodě nového, vtipně pojmenovaného nájemce (například „Betty's Machetes“ v epizodě „Purple Rain-Union“). Navíc počínaje 2. sérií má dodávka na hubení škůdců v každé epizodě název jiné společnosti. (Ve všech epizodách první série bylo na dodávce napsáno „Rat's all Folks! Exterminators“.
V článku, kde autoři seriálu hodnotí 10 nejlepších hudebních čísel prvních tří sérií, tvůrce seriálu a autor znělky Loren Bouchard vysvětluje, že skladba pro ukulele v znělce je upravenou verzí první nahrávky, kterou pořídil. Podle Boucharda, pokud se z původní stopy odstraní EQ filtr, je v ní slyšet hluk z nočního klubu pod bytem, ve kterém bydlel, když znělku nahrával.
Od 13. série, poté co telefonní sloup narazí do restaurace, je přidán další segment, kde se otevře propadlina, odkazující na události z filmu Bobovy burgery ve filmu.

### Závěrečné titulky
V titulcích se často objevuje rodina Belcherových při práci. Scéna představuje kuchyni restaurace nakreslenou černým obrysem na bílém pozadí a postavy v plné barvě, přičemž titulky jsou po pravé straně. Sekvence se skládá z Boba, který připravuje hamburger, a Louise a Tiny, které se věnují přípravě. Bob položí hamburger na talíř, aby ho Louise podala Lindě, která si ho vezme z okna, a o několik sekund později projde kuchyní Gene v kostýmu hamburgeru.
Ačkoli scéna z kuchyně je stále hlavní závěrečnou sekvencí, kterou seriál používá, od druhé série začali producenti v titulcích používat různé prvky ze seriálu. Jindy se scéna odehraje jako obvykle, ale na pozadí se odehrává něco z epizody.

### Denní speciál
V každé epizodě je na tabuli na stěně za pultem jeden nebo více speciálních denních hamburgerů. Název speciálu je obvykle slovní hříčka, která naznačuje, co je na burgeru. Další speciální burgery rodina také uvádí, aniž by byly napsány na jejich tabuli. Vtip je často v tom, že slovní hříčka je příliš složitá nebo nejasná, nebo je to prostě špatná slovní hříčka.

## Kritika
První sezóna seriálu Bobovy burgery měla zpočátku smíšené hodnocení, na serveru Metacritic získala 60 bodů ze 100. Ve druhé sezóně však hodnocení dosáhlo 78 bodů ze 100, což svědčí o nárůstu popularity a pochvalných slovech o „švihlé komediální dynamice" a o tom, jak je seriál „nový a svěží“. Na serveru Rotten Tomatoes získala první sezóna 73 % na základě 41 recenzí s průměrným hodnocením 6,1/10. Kritický konsenzus na tomto webu uvádí: „Skromně nedospělý animák z pracovního prostředí, který není bez potenciálu, ale potřebuje zapracovat na nalezení svého rytmu.“ Washington Post popsal seriál jako „nesmyslně vulgární a odvozeně nudný“, zatímco agentura Reuters uvedla, že „je nerozumné – a zbytečné – uvádět na Fox animovaný sitcom, který má zřejmě v úmyslu opičit se po vulgárním kvocientu Family Guy." USA Today uvedl, že „seriál Bobovy burgery není příliš chutný“, a popsal komedii jako „ploužící se, potácející se od jednoho nevkusného momentu k druhému.“ New York Times popsal seriál jako „bezvýchodný; jeho humor, ať už je jakkoli anarchický, se nese v mrtvolném monotónním tónu.“
Nicméně jak první sezóna postupovala a končila a začala druhá, kritici začali seriál chválit. Rowan Kaiser z The A.V. Club uvedl: „...seriál byl zábavný, to ano, a určitě měl potenciál, ale trvalo půl tuctu epizod, než tento potenciál začal skutečně naplňovat.“ Druhá sezóna má na serveru Metacritic skóre 78 ze 100 možných.

## Odrazy v kultuře

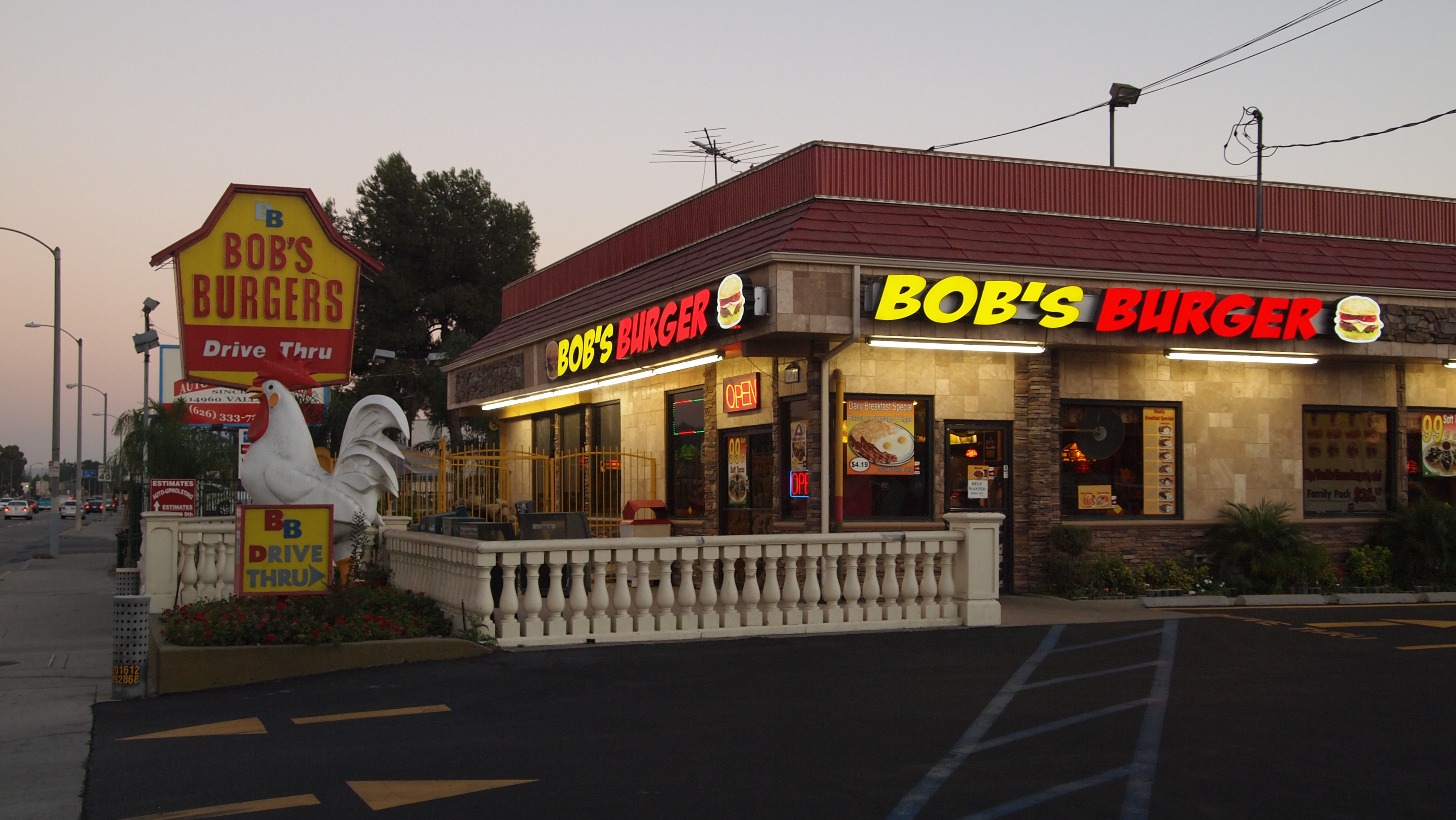
Restaurace v La Puente

Dne 6. ledna 2011 byly některé pobočky franšízy Fatburger v rámci propagační akce na den přejmenovány na Bob's Burgers. Nabízela také časově omezené nabídky, například rozdávání burgerů zdarma, a speciální nabídku „The Thanks a Brunch Burger“, která byla v nabídce až do února 2011. V nabídce byly také kupony „Bob's Burgers“ na speciální středně velký Fatburger zdarma. V celých Spojených státech byly čtyři provozovny přejmenovány na Bob's Burgers: v Kalifornii, New Jersey, Nevadě a Illinois. Dvě restaurace v Kalifornii používaly označení Bob's Burgers i v roce 2016. Nacházejí se v La Puente a Westminsteru v Kalifornii.
V epizodě 4. série seriálu Archer se objevuje crossover, ve kterém se objevuje rodina Belcherových, ale Bob je odhalen jako Sterling Archer (rovněž namluvený Jonem Benjaminem) ve stavu fugy. Archer zaujal místo Boba Belchera, přičemž Bob nevysvětlitelně chybí. Na jídelním lístku se objeví „Thomas Elphinstone Hambledurger s Manning Coleslaw“, což je hříčka s amnézií tajného agenta Tommyho Hambledona, postavy ze série románů Manninga Colese.
Epizoda 25. série seriálu Simpsonovi „Homerland“ obsahuje gaučový gag, v němž se rodina Belcherových (zbarvená do žluté barvy podle standardního zbarvení postav v seriálu) účastní oslavy 25. výročí v obývacím pokoji rodiny Simpsonových s hlavními postavami svých kolegů ze série Animation Domination. Další cameo si Bob střihl v epizodě 27. série „Dívčí kód“, kde se objeví jeho fotka a vysvětlení, že restauraci bojkotovali lidé malého vzrůstu kvůli urážlivému Burgeru dne. Seriál byl součástí gaučového gagu v epizodě „Všechny cesty vedou do nebe“ ve 30. sérii Simpsonových. Homer uvízne v restauraci a rodina Belcherových nechápe, co chce. V gaučovém gagu hostuje původních pět členů hereckého obsazení. V šesté epizodě 34. série seriálu Simpsonovi „Speciální čarodějnický díl XXXIII“ se objevila Linda Belcherová.
V epizodě Griffinových „Vesmírný kadet“ ukáže ředitel školy Peterovi a Lois obrázek Boba Belchera na znamení, že Chrisovi se nedaří v hodinách výtvarné výchovy pro pokročilé. Peter zamumlá „Je mi to velmi trapné“ a ředitel odpoví „No, někomu by to mělo být trapné“. V díle „Boopa-dee Bappa-dee“ je Louise jednou z mnoha postav, ve které se Stewie promění díky Peterovi pomocí dálkového ovládání. Seriál Bobovy burgery je také zmíněn v díle „He's Bla-ack!“ jako jeden z důvodů, proč Cleveland Show neuspěla. Bob se objevuje v hodinovém crossoveru Simpsonových a Griffinových The Simpsons Guy. Objevuje se ve stejném letadle jako Homer a Peter v sestřihu o tom, že jsou větší tým než letectvo.
V seriálu Aqua Teen Hunger Force byla postava dříve známá jako Dr. Eugene Mirman (hrál sám sebe) v epizodě „Hospice“ přejmenována na „Dr. Gene Belcher“. Jméno postavy bylo odhaleno na twitterovém účtu tvůrce Aqua Teen Hunger Force Davea Willise dvě hodiny před začátkem epizody. Postava byla představena v roce 2006, což bylo pět let před odvysíláním seriálu Bob's Burgers.
Seattleská rocková skupina Sleater-Kinney spolupracovala s Bob's Burgers a jeho štábem na svém singlu „A New Wave“ z alba No Cities to Love z roku 2015. Ve výsledném videoklipu vystupovala kapela animovaná ve stylu kresleného seriálu a hrála pro děti Belcherových v Tinině ložnici.